# رودني سميث (لاعب كرة قدم أمريكية)
رودني سميث (بالإنجليزية: Rodney Smith)‏ هو لاعب كرة قدم أمريكية أمريكي، ولد في 28 فبراير 1996.

## روابط خارجية
- رودني سميث على موقع مرجع كرة القدم المحترفة.كوم (الإنجليزية)
- رودني سميث على موقع كلية كرة القدم في سبورتس رفرنس.كوم (الإنجليزية)